# Кидебра
Кидебра — деревня в Алёховщинском сельском поселении Лодейнопольского района Ленинградской области.

## История
На карте Санкт-Петербургской губернии Ф. Ф. Шуберта 1834 года на месте современной деревни Кидебра упоминается деревня Три Двора.

КИБЕДРА — деревня принадлежит коллежской советнице Кобылиной, число жителей по ревизии: 9 м. п., 10 ж. п. (1838 год)

КИДЕБРА — деревня коллежского советника Кобылина, по просёлочной дороге, число дворов — 5, число душ — 15 м. п. (1856 год)

КИДЕБРА — деревня казённая и владельческая при реке Ояте, число дворов — 6, число жителей: 19 м. п., 18 ж. п. (1862 год)

В 1868 году временнообязанные крестьяне деревни выкупили свои земельные наделы у В. А. Кобылина и стали собственниками земли.
В конце XIX — начале XX века деревня административно относилась к Суббочинской волости 3-го стана Новоладожского уезда Санкт-Петербургской губернии.
По данным «Памятной книжки Санкт-Петербургской губернии» за 1905 год деревня Кидебра входила в Новинское сельское общество.
С 1917 по 1922 год деревня входила в состав Новинского сельсовета Суббочинской волости Новоладожского уезда.
С 1922 года в составе Лодейнопольского уезда.
С февраля 1927 года в составе Шапшинской волости. С августа 1927 года в составе Оятского района. В 1927 году население деревни составляло 105 человек.
Согласно карте Ленинградской области Северо-западного аэрогеодезического треста ГГУ издания 1932 года деревня насчитывала 12 крестьянских дворов.
По данным 1933 года деревня Кидебра входила в состав Новинского сельсовета Оятского района.

Деревня Кидебра на карте РККА 1940 года

С 1960 года в составе Яровщинского сельсовета.
С 1955 года в составе Лодейнопольского района.
В 1957 году население деревни составляло 26 человек.
По данным 1966 и 1973 годов деревня Кидебра также входила в состав Яровщинского сельсовета.
По данным 1990 года деревня Кидебра входила в состав Алёховщинского сельсовета.
В 1997 году в деревне Кидебра Алёховщинской волости проживал 1 человек, в 2002 году — также 1 человек (русский).
В 2007, 2010 и 2014 году в деревне Кидебра Алёховщинского СП также проживал 1 человек.

## География
Деревня расположена в центральной части района на левом берегу реки Оять близ автодороги 41К-016 (Станция Оять — Плотично).
Расстояние до административного центра поселения — 14 км.
Расстояние до ближайшей железнодорожной станции Оять-Волховстроевский — 18 км.

## Демография
| 1838 | 1862 | 1927 | 1957 | 1997 | 2007 | 2010 |
| ---- | ---- | ---- | ---- | ---- | ---- | ---- |
| 19   | ↗37  | ↗105 | ↘26  | ↘1   | →1   | →1   |
| 2014 | 2015 | 2016 | 2017 |      |      |      |
| →1   | ↗2   | →2   | →2   |      |      |      |

### Национальный состав
Согласно данным Всероссийской переписи населения 2021 года в деревне проживал 1 человек, русский.

## Инфраструктура
На 1 января 2014 года в деревне было зарегистрировано: хозяйств — 1, частных жилых домов — 28
На 1 января 2015 года в деревне зарегистрировано: хозяйств — 2, жителей — 2.